# Love to Love You (sang)
"Love to Love You" er en sang af det keltiske folkrockband The Corrs. Det er den fjerde single fra deres debutalbum Forgiven, Not Forgotten, og den blev udgivet i efteråret 1996.

## Spor
1. "Love to Love You" (radio edit) – 3:23
2. "Rainy Day" – 4:04
3. "Carraroe Jig" (version i fuld længde) – 4:00

## Musikvideo
Musikvideoen til deres fjerde single er en sammensætning af optagelser fra forskellige koncerter i og omkring Dublin i juli 1996. for the fourth single is a compilation of some concert footage filmed at live gigs in and around Dublin in July 1996, blandet med korte klip, hvor med The Corrs ombord på et hangarskib. Der var ikke tid til at lave en mere kompliceret video.
De fleste af sekvenserne kan findes i dokumentaren The Right Time. Scenerne ombord på det amerikanske hangarskib kaldet John F. Kennedy, som på dette tidspunkt var i Dublin, er også at finde på denne dokumentar.
Instruktøren, Ciaran Tanham, som også instruerede The Right Time-dokumentaren var også instruktør på "Lansdowne Road"-koncerten.

## Hitlister
| Hitliste                      | Højeste placering |
| ----------------------------- | ----------------- |
| Australian ARIA Singles Chart | 25                |
| German Singles Chart          | 87                |
| New Zealand Singles Chart     | 46                |
| UK Singles Chart              | 62                |